# دردار متكامل الأوراق
دردار متكامل الأوراق (الاسم العلمي: Ulmus integrifolia) هو نوع نباتي يتبع جنس الدردار من فصيلة الدردارية.